# Песочня (Спас-Деменский район)
Песочня — деревня в Спас-Деменском районе Калужской области России. Входит в состав сельского поселения «Село Чипляево».

## Физико-географическая характеристика
Располагается в лесистой местности на западе области, на малом притоке Малой Вороны в 5 км к северу от Чипляево, в 10 км к востоку от Спас-Деменска и в 135 км к западу от Калуги.
Имеется тупиковая подъездная дорога со стороны Чипляево от автодороги Москва — Рославль. Ближайшая ж.-д. станция находится в Чипляево (на линии Смоленск — Сухиничи).
Часовой пояс
Деревня Песочня находится в часовой зоне МСК (московское время). Смещение применяемого времени относительно UTC составляет +3:00.

## Население
| 2002 | 2007 | 2010 |
| ---- | ---- | ---- |
| 8    | ↘0   | →0   |